# Alan Colmes

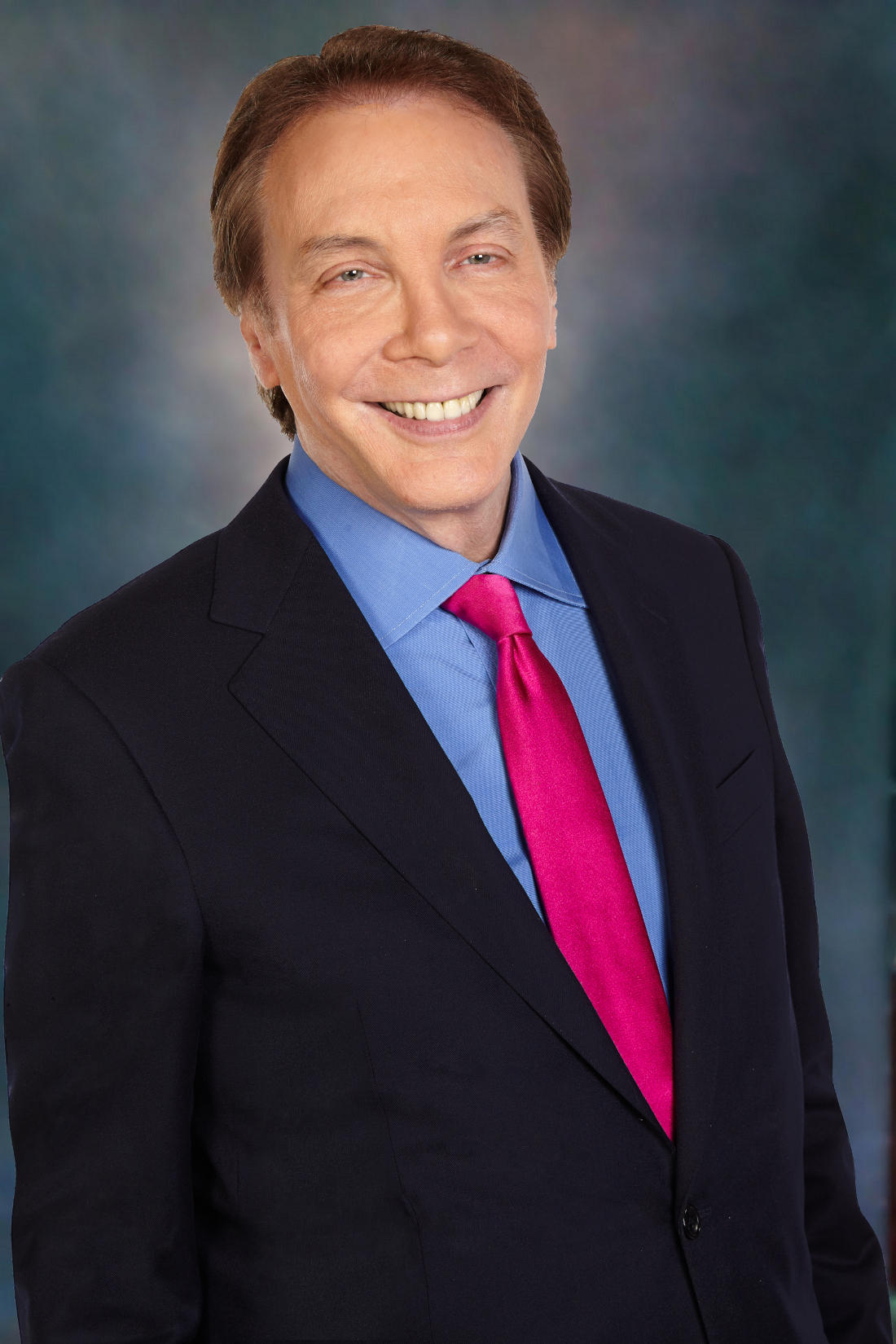
Alan Colmes (2014)

Alan Colmes (* 24. September 1950 in New York City, New York; † 23. Februar 2017 ebenda) war ein US-amerikanischer Journalist, Radio- und Fernsehmoderator. Colmes wurde vor allem bekannt als Co-Moderator der politischen Informations- und Diskussionssendung Hannity and Colmes, in der er als „liberaler“ Gegenpol zu seinem konservativen Partner Sean Hannity das politische Tagesgeschehen begleitete.

## Leben
Alan Colmes studierte an der Hofstra University. Er begann seine öffentliche Karriere als Stand-up-Komiker und erhielt schließlich verschiedene Engagements bei regionalen Radiosendern wie WABC, WNBC, WHN und WEVD in New York und WZLX in Boston. Größere Bekanntheit erlangte Colmes in den 1980er Jahren als Moderator der von WABC ausgestrahlten Sendung W. Alan B. Colmes, in der er bis 1988 die Zuhörer zur Frühstückszeit und auf dem Weg zur Arbeit über das aktuelle Tagesgeschehen informierte. Zusammen mit einigen anderen Radiomoderatoren entwickelte Colmes Ende der 1980er Jahre das Projekt Daynet, in dem er seine eigene Sendung, die The Alan Colmes Show, beisteuerte, mit der er den Durchbruch in den landesweiten Radiobetrieb schaffte. 1994 wurde Daynet an die Firma Major Networks, Inc. verkauft. Zuletzt wurde Colmes’ Radiotalk-Sendung von dem sich im Besitz von Rupert Murdoch befindenden Sender Fox News Radio ausgestrahlt.
1996 wurde Colmes in den Stab des damals neugegründeten Fernsehnachrichtensenders Fox News Channel aufgenommen. Unmittelbar nach dem Beginn des Sendebetriebs im Oktober 1996 erhielt Colmes zusammen mit Sean Hannity eine eigene Sendung namens Hannity and Colmes, die erstmals am 6. Oktober 1996 ausgestrahlt wurde. Die Sendung bot eine Mischung aus Information und Debatte, wobei Colmes und Hannity nach offizieller Lesart des Senders exemplarisch die beiden dominanten Pole des amerikanischen politischen Spektrums vertraten: Während Hannity im Zwiegespräch mit Colmes und den Gästen der Sendung konservative (republikanische) Standpunkte vertrat, trat Colmes als Verfechter von liberalen Auffassungen im Sinne der Demokratischen Partei auf. Am 24. November 2008 gab Colmes seinen Rückzug aus der Sendung Hannity and Colmes bekannt.
Colmes selbst beschrieb sich als einen „Liberalen“, was im amerikanischen Sprachgebrauch so viel bedeutet wie ein gemäßigt Linksgerichteter – eine Selbsteinschätzung, der sich die Redaktion von Fox News in Colmes' Biographie auf der Website des Senders anschloss, in der es hieß, dieser sei ein „hard-hitting liberal“ („extrem Liberaler“). In einem Interview mit der Tageszeitung USA Today sagte Colmes, er sei bloß „moderat liberal“.
Viele Kritiker bezweifelten indessen die Aufrichtigkeit von Colmes' liberaler Gesinnung. So verglich Robert F. Kennedy Jr. Hannity & Colmes mit einem getürkten Sportmatch, bei dem Colmes – gemäß der äußerst konservativen Weltanschauung von Fox News und seinen Besitzern – die Aufgabe zufalle, in jedem Zwiegespräch mit Hannity zu unterliegen, um so in suggestiver Weise den Zuschauern die „Richtigkeit“ des konservativen Standpunktes zu beweisen. Die Dokumentation Outfoxed, die sich in kritischer Weise mit den Sendepraktiken von Fox News auseinandersetzte, sah bereits das optische Erscheinungsbild von Hannity und Colmes als eine Form der Zuschauermanipulation: Während Hannity – der Vertreter der konservativen Sichtweise – ein gutaussehender, gut frisierter, glattrasierter, hemdsärmeliger All-American guy sei, ähnele Colmes – der Vertreter der liberalen Sichtweise – eher einem Eichhörnchen: ein schmächtiges Figürchen mit Brille, schmalem Gesicht und schmierig wirkenden Haaren. Die Macher der Dokumentation sahen dies als einen unterschwelligen Wink, um die Zuschauer zugunsten von konservativen Meinungen zu vereinnahmen: Wenn „so ein Typ“ (Colmes) die liberale Sichtweise vertritt, so die implizierte Insinuation, so könne mit dieser offensichtlich etwas nicht in Ordnung sein.
Gelegentlich habe Colmes auch Positionen vertreten, die keineswegs „liberal“ seien, so die Anwendung der staatlichen Folter. Al Franken kritisierte Colmes in seinem Buch Lies and the Lying Liars Who Tell Them und warf ihm vor, konservativen Gäste keine unangenehmen Fragen gestellt und sie indirekt unterstützt zu haben. Media Matters untersuchte zwischen Januar und Februar 2006 die Anzahl von interviewten Konservativen auf der einen und „Liberalen“ auf der anderen Seite und stellte ein pro-konservatives Ungleichgewicht von 72 % zu 28 % im Januar und 67 % zu 33 % im Februar fest. Bei den Einzelinterviews waren 80 % der eingeladenen Gäste Konservative und Republikaner.
Colmes war mit der Politikwissenschaftlerin Jocelyn Elise Crowley (* 1970), Professorin an der zur Rutgers University gehörenden Edward J. Bloustein School of Planning and Public Policy, verheiratet.
Am 23. Februar 2017 starb Colmes im Alter von 66 Jahren im Memorial Sloan Kettering Cancer Center in seiner Heimatstadt an Lymphdrüsenkrebs.

## Schriften
- Red, White & Liberal. How Left is Right and Right is Wrong, 2003.